# Sidoeffekt (datorprogrammering)
Sidoeffekter är inom datorprogrammering och datalogi effekter vid exempelvis funktionsanrop som inte är uppenbara att de ska inträffa. Sidoeffekter kan vara önskade och medvetet införda, eller oönskade och omedvetet införda.
Ett vanligt exempel är att variabelvärden som andra delar av programvaran är beroende av, globala variabler, ändras.
Det anses vara dålig programmeringssed [källa behövs] att införa sidoeffekter eftersom de drabbar programvarans överskådlighet och dessutom ofta inför felaktigheter i programvarans funktion.